# Нукуману
Нукуману (англ. Nukumanu Islands) — атолл среднего размера в западной части Тихого океана. Административно является частью Автономного района Бугенвиль Папуа — Новой Гвинеи, однако находится довольно далеко от основной территории страны. Так, крупный остров Новая Ирландия расположен в 682 км к западу от Нукуману. В 38 км к югу от Нукуману находится атолл Онтонг-Джава, который является уже частью Соломоновых Островов (граница проходит между этими двумя атоллами). Площадь атолла — 4,6 км².
Атолл Нукуману представляет собой кольцо, состоящее из более чем 20 островков, окружающих большую лагуну. Основные населённые острова расположены в восточной части атолла. Население островов по данным переписи 2000 года составляет 730 человек; оно представлено полинезийцами, чьи предки мигрировали на запад из Полинезии. Язык островитян, также называемый нукуману, относится к внешне-самоанской ветви полинезийских языков.